# Leen van der Waal
 Leendert (Leen) van der Waal  (Ridderkerk, 23 de setembro de 1928 – 10 de setembro de 2020) foi um engenheiro mecânico e político neerlandês.
Foi membro do Partido Político Reformador (SGP) e eurodeputado.
Morreu no dia 10 de setembro de 2020, aos 91 anos.